# Jonathan Wood
Jonathan Wood (* 1982 als Jonathan Patrick Moore) ist ein australischer Schauspieler.

## Leben
Bis 2004 studierte er an der Adelaide Centre for Performing Arts. Ein Jahr später erhielt er einen Gastauftritt in McLeods Töchter. 2008 spielte er in der Miniserie Underbelly – Krieg der Unterwelt mit. Seinen Durchbruch schaffte er in der australischen Seifenoper Nachbarn mit der Rolle des Lehrers Angus Henderson, die er von November 2007 bis August 2008 spielte. Außerdem absolvierte er 2008 einen Gastauftritt in Satisfaction. 2009 war er in dem Fernsehfilm The Director’s Cut sowie in der Serie All Saints zu sehen.
Im Jahr 2011 spielte er die Rolle des Ian Musgrave in dem Fernsehfilm William und Kate – Ein Märchen wird wahr. 2012 ist er in der Rolle des Connor Lake in der kanadischen Dramaserie The L.A. Complex zu sehen. Außerdem war er im gleichen Jahr an der Seite von Tori Spelling in dem ABC-Family-Fernsehfilm Der große Weihnachtsauftritt zu sehen sein.

## Filmografie (Auswahl)
- 2005: McLeods Töchter (McLeod’s Daughters, Fernsehserie, Episode 5x20)
- 2006: Elephant Tales (Stimme)
- 2007–2008: Nachbarn (Neighbours, Fernsehserie)
- 2008: Underbelly – Krieg der Unterwelt (Underbelly, Fernsehserie, Episode 1x13)
- 2008: Satisfaction (Fernsehserie, Episode 2x03)
- 2009: The Director’s Cut
- 2009: All Saints (Fernsehserie, 9 Episoden)
- 2011: William und Kate – Ein Märchen wird wahr (William & Kate: Let Love Rule)
- 2012: The L.A. Complex (Fernsehserie, 19 Episoden)
- 2012: Der große Weihnachtsauftritt (The Mistle-Tones, Fernsehfilm)
- 2013: Navy CIS (NCIS, Fernsehserie, Episode 11x03)
- 2014: Royal Pains (Fernsehserie, Episode 6x02)
- 2014: Rizzoli & Isles (Fernsehserie, Episode 5x10)
- 2016: Grimm (Fernsehserie, Episode 5x15)